# یواس‌اس ژوزفین (اس‌پی-۹۱۳)
یواس‌اس ژوزفین (اس‌پی-۹۱۳) (به انگلیسی: USS Josephine (SP-913)) یک کشتی بود که طول آن ۶۰ فوت (۱۸ متر) بود. این کشتی در سال ۱۹۱۶ ساخته شد.